# Toronto Raptors 1999-2000
La stagione 1999-2000 dei Toronto Raptors fu la 5ª nella NBA per la franchigia.
I Toronto Raptors arrivarono terzi nella Central Division della Eastern Conference con un record di 45-37. Nei play-off persero al primo turno con i New York Knicks (3-0).

## Roster
| N° | Naz.                            | Ruolo | Sportivo             | Anno | Alt. | Peso |
| -- | ------------------------------- | ----- | -------------------- | ---- | ---- | ---- |
| 1  | Stati Uniti (bandiera)          | A     | Tracy McGrady        | 1979 | 203  | 95   |
| 3  | Stati Uniti (bandiera)          | G     | Haywoode Workman     | 1966 | 188  | 82   |
| 4  | Stati Uniti (bandiera)          | C     | Michael Stewart      | 1975 | 208  | 104  |
| 7  | Stati Uniti (bandiera)          | G     | Dee Brown            | 1968 | 185  | 73   |
| 12 | Stati Uniti (bandiera)          | A     | John Thomas          | 1975 | 206  | 120  |
| 13 | Stati Uniti (bandiera)          | GA    | Doug Christie        | 1970 | 198  | 91   |
| 14 | Stati Uniti (bandiera)          | G     | Muggsy Bogues        | 1965 | 160  | 62   |
| 15 | Stati Uniti (bandiera)          | GA    | Vince Carter         | 1977 | 201  | 98   |
| 20 | Stati Uniti (bandiera)          | G     | Alvin Williams       | 1974 | 196  | 84   |
| 21 | Stati Uniti (bandiera)          | GA    | Antonio Lang         | 1972 | 203  | 93   |
| 22 | Nuova Zelanda (bandiera)        | AC    | Sean Marks           | 1975 | 208  | 113  |
| 25 | Bosnia ed Erzegovina (bandiera) | C     | Aleksandar Radojević | 1976 | 221  | 113  |
| 30 | Stati Uniti (bandiera)          | G     | Dell Curry           | 1964 | 193  | 86   |
| 33 | Stati Uniti (bandiera)          | AC    | Antonio Davis        | 1968 | 206  | 98   |
| 34 | Stati Uniti (bandiera)          | AC    | Charles Oakley       | 1963 | 203  | 102  |
| 42 | Stati Uniti (bandiera)          | AC    | Kevin Willis         | 1962 | 213  | 100  |

## Staff tecnico
- Allenatore: Butch Carter
- Vice-allenatori: Jim Thomas, Joe Harrington, Brian James